# 9159 Макдонелл
9159 Макдонелл (9159 McDonnell) — астероїд головного поясу, відкритий 26 жовтня 1984 року.
Тіссеранів параметр щодо Юпітера — 3,544.